# David Leisterh
David Leisterh, uitgesproken als [lɛˈstɛʁ], (Luik, 19 april 1984) is een Belgisch politicus voor de liberale MR.

## Levensloop
Leisterh behaalde in 2006 het diploma van vertaler Engels-Nederlands aan ISTI, het departement Vertalen en Tolken van de Université Libre de Bruxelles. Van 2006 tot 2013 was hij hoofdassistent en lector geschiedenis en talen aan de handelshogeschool EPHEC in Sint-Pieters-Woluwe en van 2009 tot 2012 zelfstandig vertaler en docent aan de taalschool BABEL en sinds 2012 is hij lector Engels aan de Université Saint-Louis.
Hij werd politiek actief voor de MR en was van 2010 tot 2013 nationaal secretaris-generaal van de jongerenafdeling Jeunes MR. Van 2009 tot 2010 werkte hij als parlementair medewerker in de Kamer van volksvertegenwoordigers en van 2010 tot 2012 was hij universitair medewerker bij de MR-fractie in de Senaat. Nadien was Leisterh van 2012 tot 2019 raadgever op het kabinet van MR-vicepremier Didier Reynders. Vanuit dat mandaat was hij van 2017 tot 2019 voorzitter van het Beheerscomité van de pensioenen van de provinciale en plaatselijke besturen van de Federale Pensioendienst. Van 2017 tot 2020 was hij tevens vicevoorzitter van de Brusselse federatie van de MR, waarvan hij sinds februari 2020 voorzitter is.
In oktober 2012 werd Leisterh voor het eerst verkozen tot gemeenteraadslid van Watermaal-Bosvoorde, waar hij van maart 2013 tot december 2024 OCMW-voorzitter was. Na de gemeenteraadsverkiezingen van oktober 2024 slaagde Leisterh erin een meerderheid op de been te brengen en in december 2024 werd hij er burgemeester.
Bij de verkiezingen van mei 2019 werd hij tevens verkozen in het Brussels Hoofdstedelijk Parlement. In november 2022 werd hij voorzitter van de MR-fractie in dit parlement als opvolger van Alexia Bertrand, die naar Open Vld was overgestapt en voor deze partij staatssecretaris voor Begroting werd in de regering-De Croo. In december 2024 trad Leisterh af als parlementslid vanwege de inwerkingtreding van de integrale decumul van mandaten in het Brussels Gewest, waarbij hij zich op het burgemeesterschap besloot te richten.
Bij de Brusselse gewestverkiezingen van juni 2024 werd Leisterh als lijsttrekker van zijn partij herkozen in het Brussels Parlement. De MR behaalde een forse verkiezingsoverwinning en werd de grootste partij in het Brussels Gewest, zodat Leisterh het initiatiefrecht kreeg om een Brusselse Hoofdstedelijke regering te vormen. David Leisterh kreeg niemand rond de tafel om een Brusselse regering te vormen en gooide in februari 2025 na acht maanden de handdoek als Brussels formateur. Nadat de impasse bleef aanslepen, kwam Leisterh in mei 2025 weer aan zet in de Brusselse regeringsvorming om aan een beleidsverklaring te sleutelen, die ter stemming aan het Brusselse parlement zou worden voorgelegd in de hoop op deze manier de benodigde meerderheid voor een Brusselse regering te vinden.